# Cyclosa oatesi
Cyclosa oatesi là một loài nhện trong họ Araneidae.
Loài này thuộc chi Cyclosa. Cyclosa oatesi được Tord Tamerlan Teodor Thorell miêu tả năm 1892.